# Eenheidswortel

De drie 3e eenheidswortels in het complexe vlak

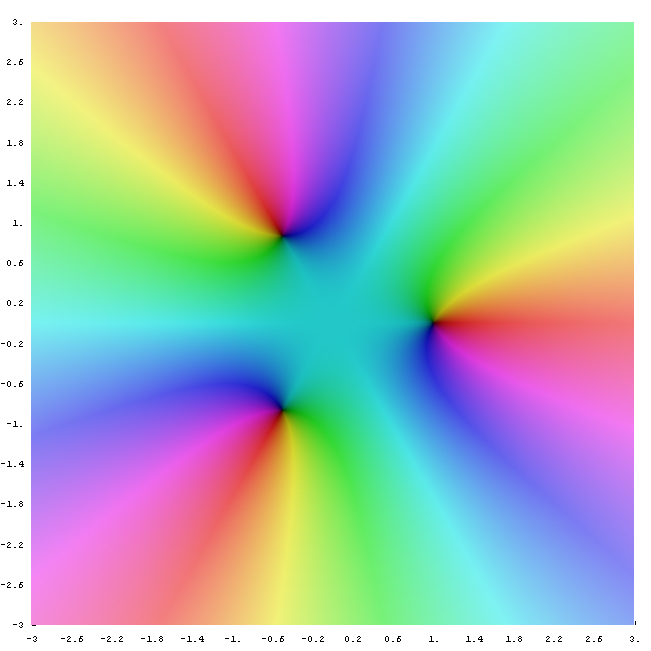
Plot van
nulpunt

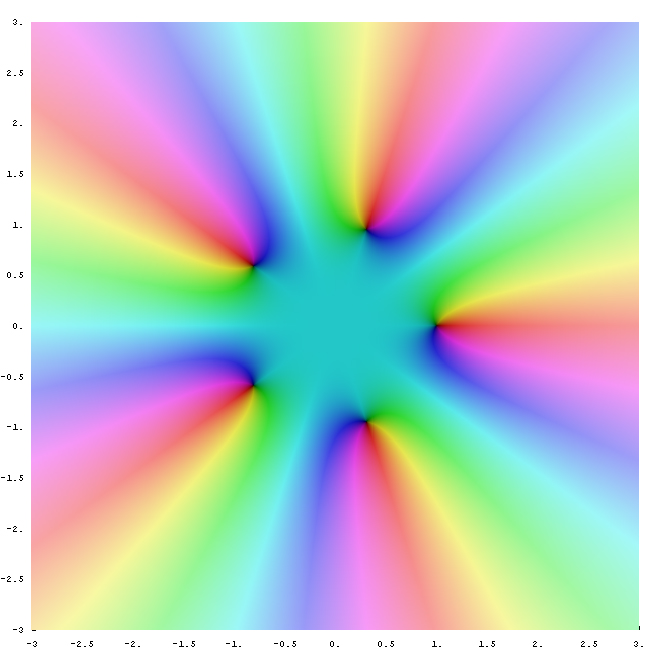
Plot van

In de wiskunde zijn voor een gegeven positief geheel getal {\displaystyle n} de complexe {\displaystyle n}-de eenheidswortels alle complexe getallen die 1 opleveren, als zij tot de macht {\displaystyle n} worden verheven. De eenheidswortels worden ook de Moivre-getallen genoemd, naar Abraham de Moivre. In een commutatieve ring met eenheid een wordt op dezelfde wijze een eenheidswortel gedefinieerd.
De complexe {\displaystyle n}-de eenheidswortels liggen op de eenheidscirkel van het complexe vlak en zij vormen in dat vlak {\displaystyle n}-zijdige regelmatige veelhoeken met een hoekpunt op 1 en het middelpunt op 0. De {\displaystyle n}-de eenheidswortels zijn een nulpunt van {\displaystyle z^{n}-1}.

## Definitie
In een commutatieve ring {\displaystyle R} met eenheid heet een element {\displaystyle \zeta \in R} een {\displaystyle n}-de eenheidswortel, als {\displaystyle \zeta ^{n}=1}, of anders gezegd, als {\displaystyle \zeta } een nulpunt is van {\displaystyle x^{n}-1}.
Een {\displaystyle n}-de eenheidswortel {\displaystyle \zeta } wordt primitief genoemd, als {\displaystyle \zeta ^{k}\neq 1} voor {\displaystyle k=1,\ldots ,n-1}. De primitieve {\displaystyle n}-de eenheidswortels zijn die {\displaystyle \zeta ^{k}}, waarvoor {\displaystyle k} en {\displaystyle n} relatief priem zijn.
De {\displaystyle n}-de eenheidswortels in {\displaystyle R} vormen een ondergroep van de vermenigvuldigingsgroep {\displaystyle R^{\times }}, die vaak met {\displaystyle \mu _{n}(R)} wordt aangegeven. Deze groep is een abelse groep en wordt een cirkelgroep genoemd.
De complexe {\displaystyle n}-de eenheidswortels zijn de {\displaystyle n} complexe getallen
{\displaystyle \exp \left(2\pi i{\frac {k}{n}}\right)=\cos \left(2\pi {\frac {k}{n}}\right)+i\sin \left(2\pi {\frac {k}{n}}\right),\qquad k=0,1,\ldots ,n-1}

## Voorbeeld
De drie 3e eenheidswortels zijn geschreven met de stelling van De Moivre:
{\displaystyle 1,\ e^{\frac {2i\pi }{3}}={\frac {-1+i{\sqrt {3}}}{2}}\ } en {\displaystyle \ e^{\frac {-2i\pi }{3}}={\frac {-1-i{\sqrt {3}}}{2}}}